# Национални парк Шебеник-Јабланица
Национални парк Шебеник-Јабланица (алб. Parku Kombëtar Shebenik-Jabllanicë) налази се у источном делу Елбасанског округа у централној Албанији. Парк обухвата површину од 33.927 хектара и представља границу с Северном Македонијом. Парк је у планинском подручју, где се врхови крећу од 300 до 2.200 метара и где је врх планине Шебеник, која заједно с Јабланицом даје име парку. Парк је један од најновијих у Албанији и основан је 2008. године.
У парку обитава велики број различитих врста животиња које постају ретке у остатку Албаније, укључујући мрког медведа, сивог вука и угрожене балканске рисове. У парку се може наћи велики број ендемских и ретких биљака. Најближи градови парку су Либражд и Прењаш. Вегетација се састоји од букве, јеле, борова и храста.
Две реке, Кариште и Бистрица, затим више мањих извора воде теку кроз подручје парка.
Ту се налази и најмање 14 глацијалних језера, од чега су највиши на око 1.900 метара.
Клима је у већем делу парка медитеранска, с просечним годишњим температурама између 7 °C и 10 °C. Просечна годишња количина падавина је између 1.300 и 1.800 милиметара, зависно од локације у парку.